# Sarah Meuleman
Sarah Meuleman (Oostende, 1977) is schrijver, screenwriter, journalist en opiniemaker.

## Biografie
Ze studeerde Germaanse Filologie in Gent (UG) en Algemene Literatuurwetenschap aan de UvA in Amsterdam. Ze was presentator voor de VPRO-programma's Trendspotting, de talkshows van het Holland Festival, het Nederlands Filmfestival en het IDFA. In september 2011 startte haar kunstprogramma Sarah's Barbaren waarvan de tweede serie in 2012 werd uitgezonden. 
Als journaliste richt ze zich op het (geschreven en gesproken) interview en het essay. Ze schrijft voor diverse kranten en bladen, doceert Journalistieke Vaardigheden aan de Universiteit van Amsterdam, richtte samen met Eric de Vroedt de journalistieke tak op van het project mightysociety en presenteert in onder meer De Balie en de Stadsschouwburg Amsterdam.
Meuleman stond als zangeres en componist in 1999 in de finale van de Grote Prijs van Nederland. 
Meuleman schrijft regelmatig opiniestukken en de column-reeks Tegenwoordige Tijd voor NRC Handelsblad en De Standaard. Met Rob van Essen schrijft ze de wisselcolumn Meuleman en Van Essen voor De Lage Landen.